# Die Koffer des Herrn O.F.
Die Koffer des Herrn O.F. ist eine deutsche Filmsatire aus der Kleinstadtwelt von 1931. In ihr sind die späteren Hollywoodstars Hedy Lamarr (1931 noch Hedwig Kiesler) und Peter Lorre in zwei ihrer frühen Filmhauptrollen zu sehen.

## Handlung
Die deutsche Kleinstadt Ostend lebt im Dornröschenschlaf vor sich hin und scheint unberührt von den Ereignissen draußen in der großen, weiten Welt. Eines Tages stranden 13 Koffer im Ort, die mit den Initialen „O.F.“ beschriftet sind. Gleichzeitig wurden in der einzigen Herberge der Stadt, dem Grand Hotel, sechs Zimmer vorbestellt. Diese Ereignisse lassen die Honoratioren innerlich vibrieren. Der zu erwartende Gast scheint offensichtlich schwerreich zu sein, kommt womöglich eine bedeutende Persönlichkeit in das verschlafene Nest? Der Bürgermeister und mehrere Geschäftsleute wollen jedenfalls die sich abzeichnende Gelegenheit nicht ungenutzt verstreichen lassen und bereiten sich darauf vor, den Unbekannten würdig und mit allen Ehren zu empfangen. Der Zeitungsredakteur Stix hat daraufhin den Einfall und streut mit dem Bauunternehmer Stark das Gerücht, dass es sich bei dem potenten Gast nur um den Milliardär Oscar Flott handeln kann, der für Ostend hochfliegende Baupläne mit sich führt.
Stix und Stark haben richtig spekuliert: Die Zeitungsauflage schießt daraufhin in die Höhe, und Stark wird nun mit Bauaufträgen überschüttet. Aus dem verschnarchten Nest wird in kürzester Zeit eine Boomtown. Obwohl Herr O.F. noch immer nicht in Ostend aufgetaucht ist, nimmt der allgemeine Aufschwung immer mehr an Fahrt auf. Scheinbar alle Bürger werden zu Profiteuren aufgrund eines einzigen, simplen Gerüchts. Damit aber der ganze Hype nicht wie eine Seifenblase zerplatzt, muss nun unbedingt Herr O.F. her. Doch niemand kennt ihn, niemand weiß, wie er aussieht noch wer wirklich hinter diesem Kürzel steht. Und so fällt das Los auf den Sohn des Wirts, der in Maskerade auftritt und sich auf Anraten seines „Leibarztes“ gleich nach seiner Ankunft erst einmal „erschöpfungsbedingt“ in seine Suite zurückzieht.
Die Ostender sind beruhigt: Herr O.F. existiert tatsächlich und ist angekommen. Der Boom kann weitergehen. Nach einem Jahr ist aus dem verschlafenen Ostend eine quirlige Großstadt mit Nachtclubs und anderen Unterhaltungsetablissements geworden. Die Banken wie die Stadtverwaltung in Person des Bürgermeisters haben alle Hände voll zu tun. Die Bürgermeistertochter hat sich mit dem Bauunternehmer Stark, nunmehr eine sehr gute Partie, verlobt, bleibt aber häufig allein, weil auch er sich vor Arbeit nicht mehr retten kann. Selbst eine Weltwirtschaftskonferenz befasst sich mit dem „Phänomen Ostend“, und man fragt sich, wie es zu diesem Wirtschaftswunder inmitten der Weltwirtschaftskrise kommen konnte. Stix und Stark sehen jetzt eine Gelegenheit, ihre eigene Erfindung, das Phantom „Herr O.F.“, „sterben“ zu lassen. Man braucht ihn schlicht nicht mehr. Bald ist er in Ostend vergessen, lediglich sein Boulevard der 13 Koffer erinnert noch an ihn. Da interessiert es auch niemanden mehr, dass die Koffer eigentlich für das belgische Ostende bestimmt waren und nur irrtümlich hier gelandet sind…

## Produktionsnotizen
Gedreht wurde der Film vom 15. September bis 17. Oktober 1931 in den Jofa-Ateliers in Berlin-Johannisthal. Die Uraufführung fand am 2. Dezember 1931 in den Berliner Terra-Lichtspielen Mozartsaal statt. Der Film erhielt das Prädikat „künstlerisch“.
Die musikalische Leitung hatte Kurt Schröder, die Texte stammen von Erich Kästner. Die Bauten entwarf Erich Czerwonski, Hans Conradi war Produktionsleiter. Für den Ton zeichnete Hans Grimm verantwortlich. Der spätere Kameramann Eugen Klagemann arbeitete bei diesem Film als Standfotograf.
Im Dritten Reich ordnete die Reichsfilmkammer eine erhebliche Kürzung des Films an und brachte ihn anschließend unter dem Titel Bauen und heiraten erneut in die Kinos. 1976 lief im ZDF eine restaurierte Fassung des Originalfilms.

## Kritiken
Von Hans Feld ist am 3. Dezember 1931 im Film-Kurier, Ausgabe Nr. 283, Folgendes zu lesen: „13 Koffer brechen in die Gehege einer Kleinstadt. Sie wandeln das Profil eines verträumten Orts. […] [D]er Trubel um O. F. den sie servieren, ist keinesfalls so anspruchsvoll wie seine Verfasser ansonst. Und die Laute des Salonlöwen sind ein behagliches Knurren. Kurzum: Meine Damen, meine Herren / was Sie sehen, liegt nicht fern / wir kennen die Weise, wir kennen den Ton / der lieben, der alten, der Schwankproduktion. […] Die Stadt also, um die es geht, ist gar nicht vorhanden; sie ist auch nicht überwirklich, sondern eben unwirklich. Schweine, die in den Straßen äsen, Bürger beim Skat – dazwischengeschnitten das Nachtstück eines träumenden Filmstars – das ist nicht ernster gemeint als etwa Schildas Schützenfest, Pleißenbachs wahrer Jakob. Und es ist auch kaum ironischer."“
Heinrich Brauner schrieb 11. Juni 1932 im Hamburger Echo, Ausgabe: Nr. 140: „Granowskys erster Film ‚Das Lied vom Leben‘ war eine filmische Sensation, nicht nur, weil die Zensur sich darüber entsetzte und ihn anfänglich verbot, sondern, weil er vor allem ein interessantes Experiment war, dessen künstlerische Linie in dem andern unter dieser Rubrik besprochenen Film, in ‚Kuhle Wampe‘, bewußt wieder aufgenommen wird. Dieser Film nun, ‚Die Koffer des Herrn O. F.‘ geht in gänzlich andern Bahnen, ist nicht experimentell, sondern behandelt ein groteskes Thema im Sinne Nestroys. Und dieses Thema ist so hintergründig, daß allein durch sein Sujet dieser Film bereits ein Niveau hat, das rar geworden ist, ganz abgesehen von der künstlerisch und meisterlichen Regie, mit der es dargestellt wurde. […] Natürlich ist das alles nur ein spaßiger und etwas phantastischer Aphorismus zum Ernst der heutigen Situation. Aber es ist wenigstens ein Film, der abseits vom Klischee, sich geistvoll mit der Zeit auseinandersetzt, im Sinne einer Simplizissimus-Anekdote zwar, über die man zunächst lacht, aber nachher um so nachdenklicher wird, erst langsam die Größe ihrer Konzeption zu erkennen vermag. Wir empfehlen diesen Film. Er gibt Anlaß zu herzlichem Lachen, er ist ausgezeichnet gemacht und ein gescheiter, ironischer Zeitbeitrag dazu.“